# Alexander Weber (Psychologe)

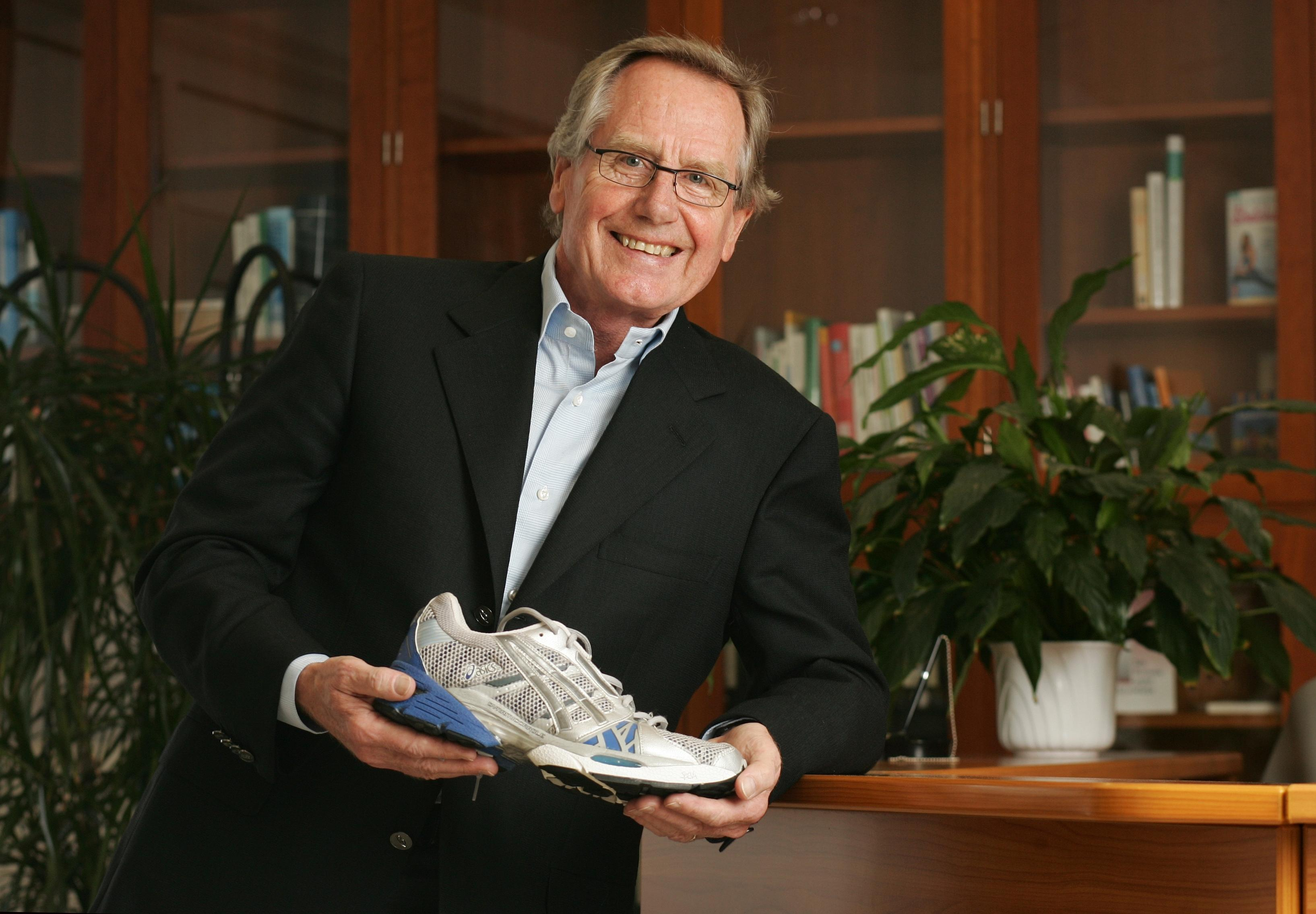
Alexander Weber in dem von ihm gegründeten Deutschen Lauftherapiezentrum (DLZ) in Bad Lippspringe

Alexander Weber (* 25. Juni 1937 in Hannover) ist ein deutscher Psychologe und emeritierter Professor im Fachbereich Erziehungswissenschaft, Psychologie, Sport an der Universität Paderborn.

## Leben und Wirken
Weber absolvierte nach dem Abitur zunächst von 1957 bis 1960 ein Lehrerstudium, anschließend ein Psychologiestudium an den Universitäten Braunschweig und Freiburg i. B., das er 1964 mit dem Diplom abschloss. Nach mehrjährigem Schuldienst und zweitem Staatsexamen war er von 1968 bis 1974 Wissenschaftlicher Assistent an der Pädagogischen Hochschule Westfalen-Lippe in Bielefeld. Zwischenzeitlich promovierte er zum Dr. rer. nat. in den Fächern Psychologie, Pädagogik und Zoologie an der TU Braunschweig.
Von 1974 bis 2002 war er Professor für Erziehungswissenschaft mit dem Schwerpunkt Empirische Pädagogik/Pädagogische Psychologie an der neu gegründeten Gesamthochschule, später Universität Paderborn. Seine Hauptarbeitsgebiete in Forschung und Lehre waren Lehrerverhalten, Kleingruppenpädagogik, Angewandte Gruppendynamik und Nonverbale Kommunikation.
Inner- und außerhalb des Hochschulbereichs bekleidete Weber zahlreiche Ämter. Er war unter anderem AStA-Vorsitzender, Vorsitzender der Volkshochschule Lippe-West (1966 bis 1975), Prodekan und Dekan im Fachbereich 2 der GH/Uni Paderborn, Vorsitzender des Akademischen Prüfungsamtes (1984 bis 2002), Vorsitzender des Kooperationsausschusses der Uni Paderborn/Musikhochschule Detmold (1988 bis 2002) und Vorstandsmitglied GGE (Gesellschaft für Gruppenarbeit in der Erziehung e.V., 1979 bis 1989). Seit 1988 ist er Vorstandsvorsitzender und Leiter des von ihm im selben Jahr gegründeten Deutschen Lauftherapiezentrums (DLZ).
Weber ist Gründer und Herausgeber der Zeitschrift DLZ-Rundschau seit 1990 und deren Vorläufer ZfL-Rundbrief (1988–1990). Er ist wissenschaftlicher Berater bei verschiedenen Fachzeitschriften und Magazinen. Bislang liegen von ihm über 300 Publikationen vor. Er führte etwa 500 Vorträge, Seminare und Workshops zu den Themenschwerpunkten Körperliche Bewegung, Stresskontrolle, Lebensführung, Gruppendynamik und Körpersprache Laufen durch.

### Lauftherapie
Weber konzipierte seit 1980 die Lauftherapie nach dem „Paderborner Modell“. 1988 gründete er das Deutsche Lauftherapiezentrum e.V. (DLZ) mit Sitz in Bad Lippspringe und ist dessen Vorstandsvorsitzender und Leiter. Zusammen mit Mitarbeitern an der Uni Paderborn, mit Pädagogen und Medizinern im DLZ-Umfeld entwickelte er Konzepte, Leitfäden und curriculare Vorgaben zur Aus- und Weiterbildung von Lauftherapeuten, Laufpädagogen und Laufgruppenleitern. Seit 1991 wurden über 800 Personen aus allen Teilen des deutschsprachigen Raumes ausgebildet.
Der Laufboom in den 1970er Jahren gab den Anstoß zu Wochenendseminaren mit dem Titel „Psychologie des Laufens“, die Weber leitete; Veranstalter waren kommunale Volkshochschulen in Ostwestfalen. Diese Seminare wiederum inspirierten ihn zur Konzeption des „Lauf-Encounter“ und „Kommunikativen Laufen“. Seither finden unter diesem Leitprogramm jährlich mehrtägige Lauf-Workshops an der deutschen Nordseeküste statt.
Er konzipierte ebenfalls Tests zur systematischen Beobachtung und Bewertung von Laufschuhen. Die Testberichte werden regelmäßig in Magazinen veröffentlicht.
Webers vielfältige Engagements im weiten Feld des gesundheitsorientierten Laufens machten ihn vor allem in Läuferkreisen bekannt, er wurde von der lokalen Presse als „Laufprofessor“ betitelt. Er selbst ist seit 1968 aktiver Läufer, wurde später auch Triathlet.

## Schriften (Auswahl)

### Schriften zur Pädagogik
- Verbales Verhalten im Schulunterricht. Vergleich zweier Lehrergruppen mit unterschiedlich langer Berufspraxis. Ein Beitrag zur empirischen Unterrichtsforschung. Neue Deutsche Schule Verlagsgesellschaft, Essen, 1972
- als Herausgeber: Lehrerhandeln und Unterrichtsmethode. Wilhelm Fink, München, 1981, ISBN 3-506-74302-3
- als Herausgeber mit W. Klafki und E. Meyer: Gruppenarbeit im Grundschulunterricht. Wilhelm Fink, München, 1981, ISBN 3-506-74304-X
- als Herausgeber mit E. Meyer: Aktivierung von Gruppenprozessen. Bd. 1: Vorschule – Schule – Unterricht – Jugendarbeit. Schöningk, Paderborn, München, Wien, Zürich 1981, ISBN 3-506-74302-3
- als Herausgeber mit E. Meyer: Aktivierung von Gruppenprozessen. Bd. 2: Hochschule – Erwachsenenbildung – Beratung – Therapie. Schöningk, Paderborn, München, Wien, Zürich, 1982, ISBN 3-506-76154-4
- als Herausgeber: Kooperatives Lehren und Lernen in der Schule. Heinsberg, 1986, ISBN 3-88852-140-8

### Schriften zur Lauftherapie
- als Herausgeber: Gesundheit und Wohlbefinden durch regelmäßiges Laufen. Junfermann, Paderborn, 1984, ISBN 3-87387-226-9
- Laufrezepte. VolksSport, Bruchhausen-Vilsen, 1984, ISBN 3-924515-00-X
- Seelisches Wohlbefinden durch Laufen. Sportinform, Oberhaching, 1986, ISBN 3-924557-17-9
- Trainingsprogramm für Lauf-Anfänger. Sportinform, Oberhaching, 1987, ISBN 3-89284-302-3
- Laufen als Therapie. Deutsches Lauftherapiezentrum, Paderborn, 1990
- als Herausgeber: Bewegung braucht der Mensch. Langsamer Dauerlauf als Vehikel für gesünderes Leben? Spiridon, Erkrath, 1990, ISBN 3-922011-19-5
- als Herausgeber: Hilf dir selbst: Laufe! Das Paderborner Modell der Lauftherapie und andere Konzepte für langfristig gesundes und erfolgreiches Laufen. Junfermann, Paderborn, 1999, ISBN 3-87387-408-3
- Laufen für Wohlbefinden und Fitness. 10 einfache Handlungsanweisungen und Tipps zur Steigerung und Erhaltung der Motivation. Junfermann, Paderborn 2000
- mit W. W. Schüler: Warum Cooper Aerobics erfand. 11 große Theoretiker der Lauf-Gesundheit. LAS, Regensburg, 2005, ISBN 3-89787-169-6
- mit K. Richter, W. W. Schüler: Lauftherapie nach dem Paderborner Modell – ein Königsweg zur Selbsthilfe. Deutsches Lauftherapiezentrum, Bad Lippspringe o. J. (2013), ISBN 978-3-00-042314-7
- K. Richter, R. Richter, W. W. Schüler (Hrsg.): Lebensschule Laufen. Grundlegende Texte Alexander Webers zur Lauftherapie. Tredition, Hamburg 2017, ISBN 978-3-7439-2061-3
- als Herausgeber mit W. W. Schüler: Lauftherapie in Lebenswelten. Grundlagen, Trends, Beispiele settingorientierter Gesundheitsförderung. Arete, Hildesheim 2018, ISBN 978-3-942468-95-4